# Сухецкий, Хенрик
Хенрик Игнаций Сухецкий герба Порай (пол. Henryk Ignacy Suchecki herbu Poraj; 1811, Переспа — 3 июля 1872, Краков) — польский филолог, педагог. автор учебников, профессор Карлова и Ягеллонского университетов.

## Биографические данные
Хенрик родился в семье арендатора Яна и Юстины (в девичестве Жураковская) Сухецких. С 1819 года он учился в начальной школе и немецкоязычной гимназии в Пшемысле. Со временем Ян Сухецкий обнищал, и с четвертого гимназические класса Хенрик вынужден был зарабатывать на жизнь репетиторством. С 1824 года он старался совершенствовать польское правописание и подбирать соответствия в языке вместо заимствованных слов, а в 1828 году заинтересовался стилистикой.
Получив среднее образование 1833 года, Хенрик изучал филологию в Львовского университета. В 1834 году поступил в только что основанное львовское «Общество древностей» («Towarzystwo Starożytności»), которое возглавлял Кароль Шайноха. Эту нелегальную молодежную организацию в том же году разогнала полиция. В 1835-м Сухецкий закончил обучение в университете и тринадцать лет работал частным учителем в богатых семьях. В начале 1840-х Сухецкий пришел к выводу, что сравнительное языкознание может стать очень действенным средством правильного, естественного развития польского языка и очистить ее от галицизмов и многочисленных германизмов. Все это время он тщательно изучал эту науку, ориентируясь на труда Франца Боппа, и одновременно изучал славянские языки, особенно же церковнославянский (из работ Йосефа Добровского и Франца Миклошича). Большое внимание уделил также литовскому языку. С 1846 года он изучает санскрит и другие индоарийские языки, в частности синдхи. В 1860-х он ознакомился с азами различных тюркских и семито-хамитских языков. 1846 года Сухецкий подал свою кандидатуру на должность профессора польского языка и литературы в Львовском университете, освободившуюся после ухода Николая Михалевича, а в 1848-м основал свой журнал «Polska gazeta powszechna», который выходила несколько месяцев.
В том же году он снова приобщился к социальной и политической деятельности («Львовская славянская читальня»). Сухецкий сотрудничал, среди прочих, с Яном Захариясевичем и Карлом Видманом — редакторами радикального львовского журнала «Поступ» («Postęp»). В октябре 1848 года он принимал участие в заседаниях Центрального национального совета. В то время Сухецкий опубликовал первые учебники польского языка для начальных школ. В 1849—1851 годах он изучал славистику в Венском университете, слушал лекции Франца Миклошича. Встретившись с министром образования графом Леопольдом фон Тун унд-Гогенштайном (именно тогда продолжалась реформа в системе образования), Сухецкий спросил о возможности основания кафедры сравнительной лингвистики в Кракове или Львове. Тун сослался на нехватку средств и предложил возглавить кафедру литературы в Ягеллонском университете. Сухецкий отказался и взамен посоветовал выбрать на эту должность кого-то из таких литераторов, как Адам Мицкевич, Юзеф Богдан Залеский, Казимир Владислав Вуйцицкий, Юзеф Коженевский и Юзеф Игнаций Крашевский. Отказался также работать заведующим кафедрой в Оломоуце.
В 1851 году Сухецкий стал учителем польского и немецкого языков в новооткрытой Второй доминиканской гимназии во Львове. Несколько лет он принимал участие в работе двух комиссий, которые рассматривали предложенные учебники для начальных школ и гимназий. За эту деятельность получил правительственную награду от министерства образования и конфессий. В то время он опубликовал три учебника польской грамматики, которые были рекомендованы для использования в галицких школах, а впоследствии — в Познанском воеводстве. Сухецкий писал эти учебники, используя наработки своих предшественников, но прежде всего на основе собственных исследований польского языка. За учебник «Nauka języka polskiego na 3 kursy rozłożona» 23 июля 1849 года он стал членом-корреспондентом Краковского научного общества. Благодаря книжке Сухецкого «Gramatyka języka epoki Piastów i Jagiellonów aż do Marcina Bielskiego» 1856 года министр образования Австро-Венгрии передал Сухецкому через имперского наместника в Галиции графа Голуховского приглашение возглавить кафедру польского языка и литературы в Карловом университете, причем с пометкой, что сам министр был бы рад видеть ученого заведующим кафедрой в Кракове или Львове. По указу императора весной 1857-го Сухецкий занял эту предложенную должность в Праге. Лекции читал на польском языке, преподавал полонистику, сравнительную лингвистику и санскрит — после того, как в Йену перебрался известный ориенталист Август Шлейхер.
В своих трудах Сухецкий сравнивал польский язык с индоевропейскими, тюркскими и семитскими языках. В 1858-м он стал чрезвычайным членом Королевского чешского общества знаний, а 1 января 1859 года, как преподаватель санскрита, — действительным членом Немецкого ориентального общества в Лейпциге и Галле. С 21 декабря 1860 года Сухецкий — почетный член Познанского общества друзей наук.

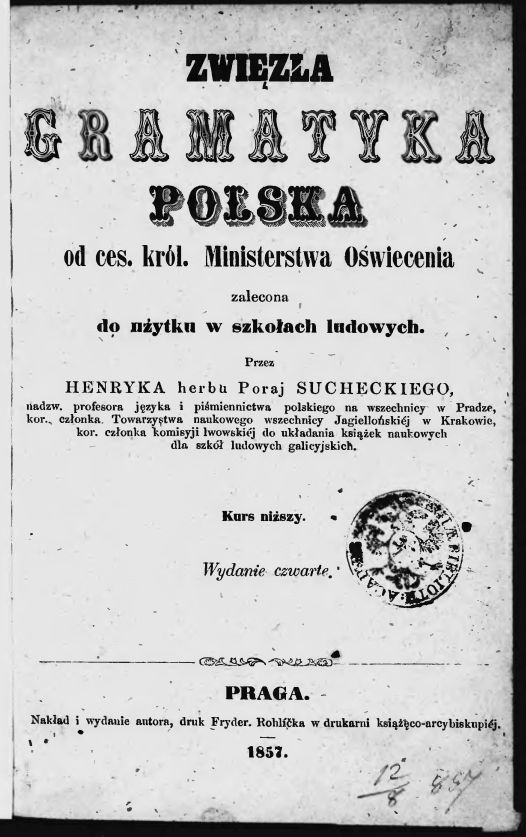
«Краткая грамматика польского языка» Генрика Сухецкого. 1857 год.

В 1863 году Сухецкий был агентом Национального правительства в Январском восстании.
В 1864 году учёный начал писать капитальный труд — итог своих многочисленных научных разработок — под названием «Umiejętna nauka języka polskiego». Работа должна состоять из двух разделов: «Osnowa do rodzimo-krytycznej, hisoryko-porównawczej gramatyki języka polskiego» и «Rodzimo-krytyczna, hisoryko-porównawcza gramatyka języka polskiego w kręgu sławiańszczyzny i w zakresie języków arskich, z poświatą rzucaną z obszarów języków kolebkowych». Вышли в свет только первые подшивки этого труда. Написать и издать остальные помешал недостаток времени и, прежде всего — средств.
В 1865 году он, по приглашению одного из профессоров варшавской Главной школы, подал свою кандидатуру на конкурс замещение должности профессора сравнительной лингвистики славянских языков в этой школе. В том же году Отдел философии и Академический сенат в Праге подал рекомендацию научных заслуг Сухецкого министру образования, и тот письменно предложил ученому руководить вновь созданной кафедрой сравнительной лингвистики славянских языков в Ягеллонском университете в Кракове. Это предложение было принято. В этом университете он первый преподавал сравнительную лингвистику польском языке и первый читал лекции о народной польский язык. 19 ноября 1871 года Сухецкий стал членом-корреспондентом Общества поморской истории и археологии в Штральзунде и Грайфенгагене.
Большое внимание ученый уделял орфографии польского языка. Он выступал за то, чтобы вывести из употребления буквы «ó», «é» и «х», ётировать слова вроде «im», в словах типа «Francia» вместо «ia» писать «ya». Генрик Сухецкий сделал большой вклад в развитие польского образования в Галичине, в дидактику польского языка и в языковую подготовку учителей. Его учебники грамматики выдержали несколько изданий. Всю жизнь он плодотворно развивал польскую терминологию в различных областях науки и техники.
Генрик Сухецкий имел жену Пелагею из Хшонстовских и сына Мирослава (1843—1912), автора работ в области языка и стенографии. Племянником Генрика Сухецкого был Генрик Ревакович. 3 июля 1872 года Генрик Сухецкий, тяжело больной печенью, умер, перед тем дочитав до конца курс лекций в семестре. Очень скромные и малолюдные похороны состоялись 5 июля.

## Научные труды
- Niektóre uwagi o pisowni (w Bibl. Zakł. Ossolińskich), 1848, zesz. II
- Nauka języka polskiego na 3 kursy rozłożona. — Lwów, 1849
- Zwięzła nauka języka polskiego dla uczącej się młodzi. — Lwów, 1849
- Krótka nauka języka polskiego dla początkującej młodzi. — Lwów, 1849
- Ustęp z lingwistyki porównawczej. — Lwów, 1851
- Zwięzła gramatyka polska, kurs wyższy. Изд. II, przerobione, Lwów, 1853. — Изд. III, Lwów, 1856. — Изд. IV, przerobione i pomnożone, Praga, 1859
- Zwięzła gramatyka polska, kurs niższy. Изд. II, przerobione, Lwów, 1853. — Изд. III, Lwów, 1854. — Изд. IV, Praga, 1857. — Изд. V, Praga, 1859
- Przegląd form gramatycznych języka staropolskiego. — Lwów, 1855 (неправомерно издан и помещен в «Wypisy Polskie», 1857)
- Wypisy polskie: dla użytku klass wyższych w CK szkołach gimnazyalnych. — Lwów, 1857
- Gramatyka języka epoki Piastów i Jagiellonów aż do Marcina Bielskiego
- Ułamki głagolickie prazkie z 2giej połowy IX lub 1szej X wieku. Zbiór «Czas», zesz. XIX. — Kraków, 1857
- Wycieczka w ziemię Strabonowych i Tacytowych Swewów o języku najbliższym polskiemu w dzisiejszych Niemczech północnych po za Ejderę, po Ren i Men.
- Nástin dějin písemnictví Polákův / sepsal Jindřich Suchecki. — Praha, 1858
- Umiejętna nauka języka polskiego. — Praga (не ранее 1864, получилось несколько тетрадей)
- Budowa języka polskiego pojaśniona wykładem historyczno-porównawczym w zakresie indo-europejskim i w kręgu sławiańszczyzny. Zeszyt I. — Praga, 1868 roku.
- Modlitwy Wacława: zabytek mowy staropolskiéj odkryty przez Aleksandra Przezdzieckiego. — Kraków, 1871
- Zagadnienia z zakresu języka polskiego wywodem lingwistycznym i filologicznym. — Kraków, 1871